# Night Watch (1928)
Night Watch is een Amerikaanse dramafilm uit 1928 onder regie van Alexander Korda.

## Verhaal
De Franse kapitein Corlaix houdt op zijn kruiser een etentje met zijn vrouw Yvonne en zijn officieren. Na de maaltijd vraagt luitenant D'Artelle aan Yvonne om bij hem aan boord te blijven. Wanneer Corlaix zijn vrouw vraagt om het schip te verlaten, verbergt ze zich in de kajuit van D'Artelle. De kruiser wordt vervolgens geraakt door een torpedo en Corlaix moet voor incompetentie verschijnen voor de krijgsraad. Yvonne legt een getuigenis af en brengt zichzelf zo in diskrediet. Corlaix ziet in dat zijn vrouw van hem houdt en vergeeft haar.

## Rolverdeling
| Acteur             | Personage           |
| ------------------ | ------------------- |
| Billie Dove        | Yvonne Corlaix      |
| Paul Lukas         | Kapitein Corlaix    |
| Donald Reed        | Luitenant D'Artelle |
| Nicholas Soussanin | Officier Brambourg  |
| Nicholas Bela      | Leduc               |
| George Periolat    | Fargasson           |
| William H. Tooker  | Mobrayne            |
| Gusztáv Pártos     | Dagorne             |
| Anita Garvin       | Ann                 |